# Campeonato Catarinense Série B 2024
In 2024 werd het 38ste Campeonato Catarinense Série B gespeeld voor voetbalclubs uit Braziliaanse staat Santa Catarina. De competitie werd georganiseerd door de FCF en werd gespeeld van 25 mei tot 25 augustus. Caraveggio werd kampioen.

## Eerste fase
| Plaats | Club                 | Wed. | W | G | V | Saldo | Ptn. |
| ------ | -------------------- | ---- | - | - | - | ----- | ---- |
| 1.     | Santa Catarina       | 9    | 5 | 4 | 0 | 13:6  | 19   |
| 2.     | Caravaggio           | 9    | 5 | 2 | 2 | 16:9  | 17   |
| 3.     | Carlos Renaux        | 9    | 4 | 4 | 1 | 10:6  | 16   |
| 4.     | Atlético Tubarão     | 9    | 4 | 3 | 2 | 14:7  | 15   |
| 5.     | Juventus de Jaraguá  | 9    | 3 | 3 | 3 | 11:12 | 12   |
| 6.     | Camboriú             | 9    | 3 | 2 | 4 | 6:9   | 11   |
| 7.     | Blumenau             | 9    | 2 | 2 | 5 | 12:18 | 8    |
| 8.     | Metropolitano        | 9    | 1 | 5 | 3 | 6:10  | 8    |
| 9.     | Guarani de Palhoça\| | 9    | 1 | 4 | 4 | 4:7   | 7    |
| 10.    | Atlético Catarinense | 9    | 1 | 3 | 5 | 7:15  | 6    |

|  | Geplaatst voor tweede fase   |
|  | Geplaatst voor play-off fase |
|  | Uitgeschakeld                |

## Play-off fase
| Team #1          | Tot.        | Team #2             | 1ste wed | 2de wed |
| ---------------- | ----------- | ------------------- | -------- | ------- |
| Carlos Renaux    | 1 - 1 (3-4) | Camboriú            | 1 - 0    | 0 - 1   |
| Atlético Tubarão | 1 - 2       | Juventus de Jaraguá | 0 - 1    | 1 - 1   |

## Tweede fase
In geval van gelijkspel worden strafschoppen genomen, tussen haakjes weergegeven. 
|  | halve finale        | halve finale | halve finale | halve finale |  |                | finale | finale | finale | finale |
|  |                     |              |              |              |  |                |        |        |        |        |
|  |                     |              |              |              |  |                |        |        |        |        |
|  | Santa Catarina      | 1            | 0            | 1            |  |                |        |        |        |        |
|  | Camboriú            | 0            | 0            | 0            |  |                |        |        |        |        |
|  |                     |              |              |              |  | Santa Catarina | 0      | 1      | 1 (3)  |        |
|  |                     |              |              |              |  | Caravaggio     | 0      | 1      | 1 (4)  |        |
|  | Caravaggio          | 1            | 3            | 4            |  |                |        |        |        |        |
|  | Juventus de Jaraguá | 2            | 1            | 3            |  |                |        |        |        |        |

Details finale
Heen
|                   |            |       |                |                                                                                   |
| 23 augustus 20:30 | Caravaggio | 0 – 0 | Santa Catarina | Montanha, Nova Veneza Toeschouwers: 962 Scheidsrechter: Igor da Silva Albuquerque |
| 23 augustus 20:30 |            |       |                | Montanha, Nova Veneza Toeschouwers: 962 Scheidsrechter: Igor da Silva Albuquerque |

Terug
|                   |                |       |                      |                                                                                          |
| 27 augustus 15:00 | Santa Catarina | 1 – 1 | Caravaggio           | Alfredo João Krieck, Rio do Sul Toeschouwers: 2728 Scheidsrechter: Cinésio Mendes Júnior |
| 27 augustus 15:00 | Joanderson 17' |       | 67' Daniel Felizardo | Alfredo João Krieck, Rio do Sul Toeschouwers: 2728 Scheidsrechter: Cinésio Mendes Júnior |
| 27 augustus 15:00 | Strafschoppen  |       |                      | Alfredo João Krieck, Rio do Sul Toeschouwers: 2728 Scheidsrechter: Cinésio Mendes Júnior |
| 27 augustus 15:00 | 3 - 4          |       |                      | Alfredo João Krieck, Rio do Sul Toeschouwers: 2728 Scheidsrechter: Cinésio Mendes Júnior |

## Totaalstand
| Plaats | Club                 | Wed. | W | G | V | Saldo | Ptn. |
| ------ | -------------------- | ---- | - | - | - | ----- | ---- |
| 1.     | Caravaggio           | 13   | 6 | 4 | 3 | 21:13 | 22   |
| 2.     | Santa Catarina       | 13   | 6 | 7 | 0 | 15:7  | 25   |
| 3.     | Juventus de Jaraguá  | 13   | 5 | 4 | 4 | 16:17 | 19   |
| 4.     | Camboriú             | 13   | 4 | 3 | 6 | 7:11  | 15   |
| 5.     | Carlos Renaux        | 11   | 5 | 4 | 2 | 11:7  | 19   |
| 6.     | Atlético Tubarão     | 11   | 4 | 4 | 3 | 15:9  | 16   |
| 7.     | Blumenau             | 9    | 2 | 2 | 5 | 12:18 | 8    |
| 8.     | Metropolitano        | 9    | 1 | 5 | 3 | 6:10  | 8    |
| 9.     | Guarani de Palhoça\| | 9    | 1 | 4 | 4 | 4:7   | 7    |
| 10.    | Atlético Catarinense | 9    | 1 | 3 | 5 | 7:15  | 6    |

|  | Kampioen, promotie naar Série A 2025     |
|  | Vicekampioen, promotie naar Série A 2025 |
|  | Uitgeschakeld in halve finale            |
|  | Uitgeschakeld in play-off fase           |
|  | Degradatie naar Série C 2025             |

### Kampioen
| Campeonato Catarinense de 2024 - Série B |
| Santa Catarina                           |
| ---------------------------------------- |
| CARAVEGGIO Kampioen (1° titel)           |